# Мечеть аль-Іджабах
Мечеть аль-Іджабах, Мечеть Бані Муавія, Мечеть Аль-Мубахала (араб. مسجد الإجابة) — мечеть в Медині, Саудівська Аравія.

## Історія
Побудована за життя пророка Мухаммада. Розповідь про мечеть є в хадисіі Сахіх Муслім. Побудована на землі, що належить Муайї бін Маліку бін Ауфу з племені Бану Аус. Амір бін Са'дарі каже, що коли пророк Мухамед повернувся з Аль-Алії, він проходив повз мечеть, побачив її і ввійшов туди. Там він молився разом із своїми супутниками. Він довго молився, потім повернувся до супутників і розповів про три побажання, які він просив у Аллаха. Він просив врятувати людей від голоду та повені, а також про припинення розбратів серед людей. Згідно Існаду Аллах у своєму одкровенні сказав Мухамеду, що війна, наклеп і розбрат продовжаться до Судного Дня.

## Опис
Мечеть розташована за 385 метрів на південь від Баки і знаходиться на вулиці Ас-Сіттін. Відстань до Аль-Масджид-а-Набаві (після розширення) складає всього 580 метрів. Сьогодні цей регіон є частиною району Бані Муавія. Має один мінарет.